# Hoya Norte
Hoya Norte (en inglés: North Basin) es una bahía de la zona este de la isla Soledad del archipiélago de las Malvinas, que según la Organización de las Naciones Unidas (ONU), está en litigio de soberanía entre el Reino Unido, quien la administra como parte del territorio británico de ultramar de las Malvinas, y la Argentina, quien reclama su devolución, y la integra en el departamento Islas del Atlántico Sur de la provincia de Tierra del Fuego, Antártida e Islas del Atlántico Sur.
Esta entrada de agua está al sur de la Península de Freycinet, en la costa norte de Puerto Fitz Roy y al este de la Hoya Chasco y de la Caleta Fitz.